# Qadhadhfa
Qadhadhfa (cũng gọi là al-Qaddafa, Gaddadfa, Qaddadfa, Gaddafa; tiếng Ả Rập: القذاذفـة) là một bộ tộc người Berber bị Ả Rập hóa ở vùng Sirte thuộc tây bắc Libya ngày nay. Ngày nay họ tập trung chủ yếu tại thành phố Sabha.
Họ là những người có uy quyền do có vai trò trong cuộc đảo chính năm 1969 lật đổ Vua Idris của Libya và là bộ tộc của Muammar al-Gaddafi. Trong thời kỳ Libya nằm dưới quyền kiểm soát của Gaddafi, ông đã bổ nhiệm nhiều thành viên trong bộ tộc của mình vào vị trí lãnh đạo.
Nội chiến Libya 2011 nổi ra từ đầu tháng 3 và tiến tới nội chiến, Al-Jazeera ghi nhận rằng các sĩ quan người Qadhadfa đã hành hình 20 sĩ quan tại Firjan.